# Tetracamphilius
Tetracamphilius és un gènere de peixos pertanyent a la família dels amfílids i a l'ordre dels siluriformes.

## Etimologia
Tetracamphilius prové dels mots grecs tetra (quatre) i akis (punt) en referència a les quatre cúspides que presenten a les dents, i Amphilius (un nom genèric per a aquest grup de peixos gats).

## Descripció
Dents petites a la mandíbula en forma de ventall i amb un màxim de quatre cúspides (en comptes de dents còniques o, fins i tot, de la seua mancança com s'esdevé en altres gèneres d'amfílids). Aleta adiposa triangular i amb el seu origen molt abans de l'origen de l'anal. Peduncle caudal esvelt i amb 9-12 vèrtebres. Aleta caudal força bifurcada i amb el lòbul inferior lleugerament més gran que el superior.

## Hàbitat i distribució geogràfica
Són peixos d'aigua dolça, demersals i de clima tropical, els quals viuen a Àfrica: són un endemisme de les conques mitjana i superior del riu Congo, incloent-hi els rius Ubangui, Mbomou, Uele, Lufira, Lulua (un afluent del riu Kasai), el llac Pool Malebo i, possiblement també, les cascades Boyoma a la República Democràtica del Congo i la República Centreafricana.

## Cladograma
| Tetracamphilius (Roberts, 2003) | \| \| Tetracamphilius angustifrons (Boulenger, 1902)[15] \| \| \| \| \| \| Tetracamphilius clandestinus (Roberts, 2003)[3] \| \| \| \| \| \| Tetracamphilius notatus (Nichols & Griscom, 1917)[16] \| \| \| \| \| \| Tetracamphilius pectinatus (Roberts, 2003)[3][17][18] \| \| \| \| |
|                                 | \| \| Tetracamphilius angustifrons (Boulenger, 1902)[15] \| \| \| \| \| \| Tetracamphilius clandestinus (Roberts, 2003)[3] \| \| \| \| \| \| Tetracamphilius notatus (Nichols & Griscom, 1917)[16] \| \| \| \| \| \| Tetracamphilius pectinatus (Roberts, 2003)[3][17][18] \| \| \| \| |
|                                 | Dolichamphilius |
|                                 | |
|                                 | Leptoglanis |
|                                 | |
|                                 | Psammphiletria |
|                                 | |
|                                 | Zaireichthys |
|                                 | |
|                                 | Tetracamphilius angustifrons (Boulenger, 1902) |
|                                 | |
|                                 | Tetracamphilius clandestinus (Roberts, 2003) |
|                                 | |
|                                 | Tetracamphilius notatus (Nichols & Griscom, 1917) |
|                                 | |
|                                 | Tetracamphilius pectinatus (Roberts, 2003) |
|                                 | |

|  | Tetracamphilius angustifrons (Boulenger, 1902)    |
|  |                                                   |
|  | Tetracamphilius clandestinus (Roberts, 2003)      |
|  |                                                   |
|  | Tetracamphilius notatus (Nichols & Griscom, 1917) |
|  |                                                   |
|  | Tetracamphilius pectinatus (Roberts, 2003)        |
|  |                                                   |

## Estat de conservació
Totes quatre espècies apareixen a la Llista Vermella de la UICN a causa de la pesca amb verí, la sedimentació produïda per les extraccions mineres (diamants i or a la conca del riu Ubangui a la República Centreafricana i cobalt, coure, estany i urani a Katanga), la construcció de preses, la sobrepesca, la desforestació, les pràctiques agrícoles i la contaminació provinent de la ciutat de Bangui.